# Амазон-карлик чорнокрилий
Амазо́н-ка́рлик чорнокрилий (Hapalopsittaca melanotis) — вид папугоподібних птахів родини папугових (Psittacidae). Мешкає в Перу і Болівії.

## Опис
Довжина птаха становить 22,5-24 см. Забарвлення переважно темно-зелене, потилиця, шия і груди сірувато-сині, на обличчі сірувато-синя "маска", на скронях чорні плями. Покривні пера крил чорні, махові пера сині, нижіні покривні пера крил синьо-зелені. Хвіст короткий, східчастий, зелений з синім кінчиком. Райдужки оранжеві, дзьоб сизий, лапи сірі.

## Підвиди
Виділяють два підвиди:
- H. m. peruviana (Carriker, 1932) — східні схили Анд в центральному і південному Перу;
- H. m. melanotis (Lafresnaye, 1847) — Болівійська Юнга[en].

## Поширення і екологія
Чорнокрилі амазони-карлики живуть у вологих гірських і хмарних тропічних лісах та на болотах. Зустрічаються парами або зграями до 50 птахів, в Болівії на висоті від 1500 до 2500 м над рівнем моря, в Перу на висоті від 2800 до 3400 м над рівнем моря. Живляться плодами.